# Alexander von Branca
Raymond Alexander Freiherr von Branca, né le 11 janvier 1919 à Schwabing, Munich et mort le 21 mars 2011 à Miesbach, est un architecte et artiste allemand.

## Biographie
Alexander von Branca est né en 1919.
Il est le fils d'un diplomate, Wilhelm von Branca, et de son épouse Hedwig von Branca, peintre.
Il poursuit ses études à l'internat de Neubeuern. Fils de protestants, il se convertit au catholicisme. En pleine Seconde Guerre mondiale en 1941, il suit des cours du soir à la Blocherer Schule, école d'architecture de Munich. Bien que soldat, il se fait arrêter par la Gestapo.
De 1946 à 1948, il étudie l'architecture à l'université technique de Munich. En 1948, il poursuit ses études à l'École polytechnique fédérale de Zurich. À partir de 1951, il travaille dans un bureau privé d'architecture de Munich.
En 1953, il est nommé directeur artistique du salon allemand des transports de Munich et, de 1972 à 1988, de l'hôpital de Munich.
Alexander von Branca s'est marié une première fois avec Theresa, fille du baron Georg Enoch von und zu Guttenberg, avec laquelle il a eu un fils. Avec sa seconde épouse, née Carolina Bernasconi, il a eu un fils et trois filles. Il vivait habituellement dans son grand domaine de Miesbach où il est mort.
Sa fille Alexandra reprend son bureau en 2006.
Il meurt en 2011.

## Théorie de l'architecture
La caractéristique de son œuvre est l'utilisation de grands murs, des revêtements en pierre naturelle et le caractère de forteresse de ses 29 constructions religieuses. Dans son livre La forme suit la fonction, Alexander von Branca dit  :

« Oui, la formule « la forme suit la fonction » est fausse, c'est tout simplement une erreur. Je crois aussi que Louis Sullivan n'a pas seulement pensé de manière matérialiste ou en référence au matériel, surtout quand on parle d'une église. Quelle est la fonction d'une église ? La fonction d'une église est d'amener les gens au ravissement dans le recueillement. Quand je me recueille, l'espace doit être ainsi, qu'elle permette le recueillement. Quand la fonction est comprise, on pourrait le formuler de cette façon, mais elle ne sera justement pas comprise ou ne l'est pas. »

## Œuvres

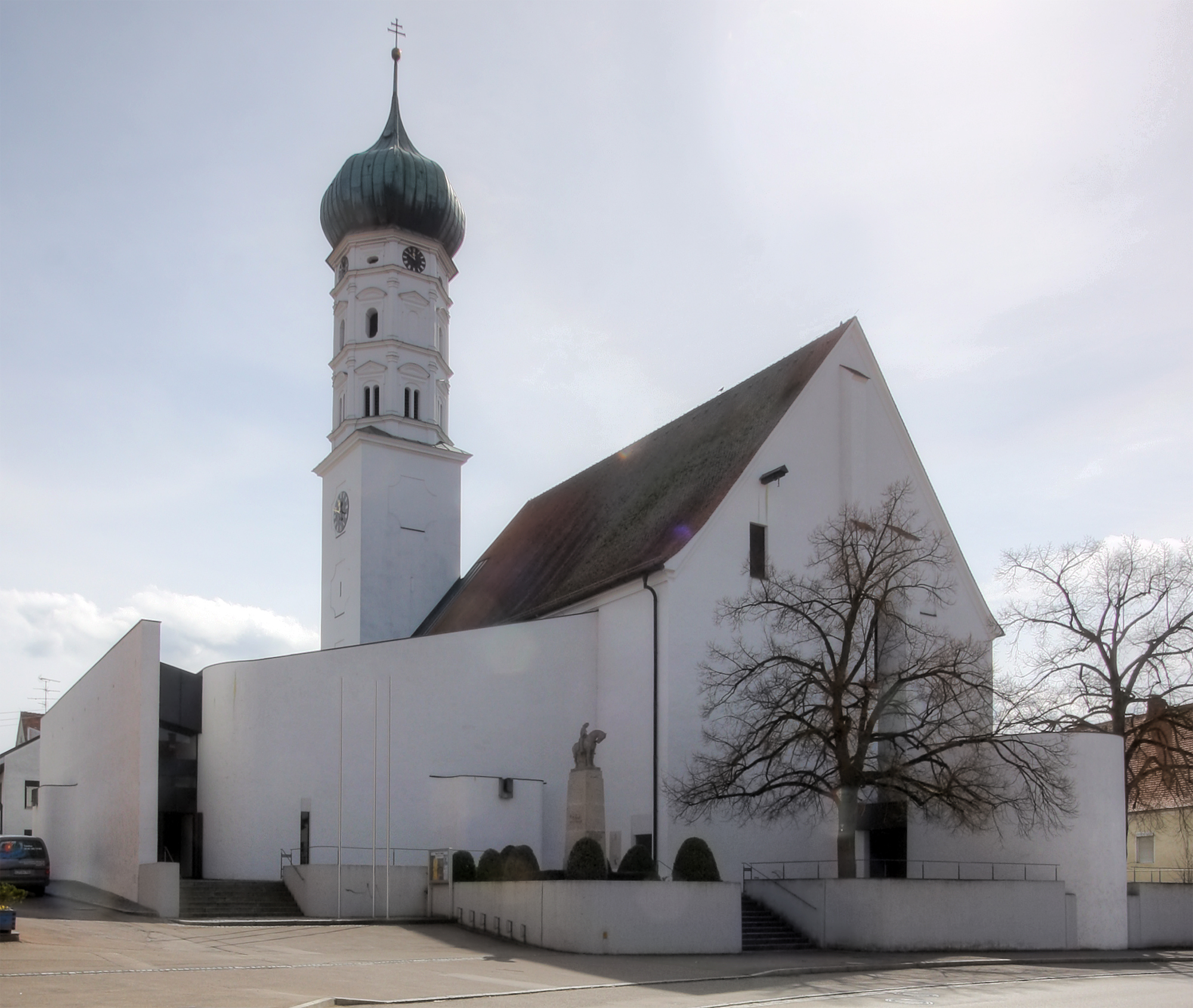
Église de Saint-Martin à Jettingen-Scheppach

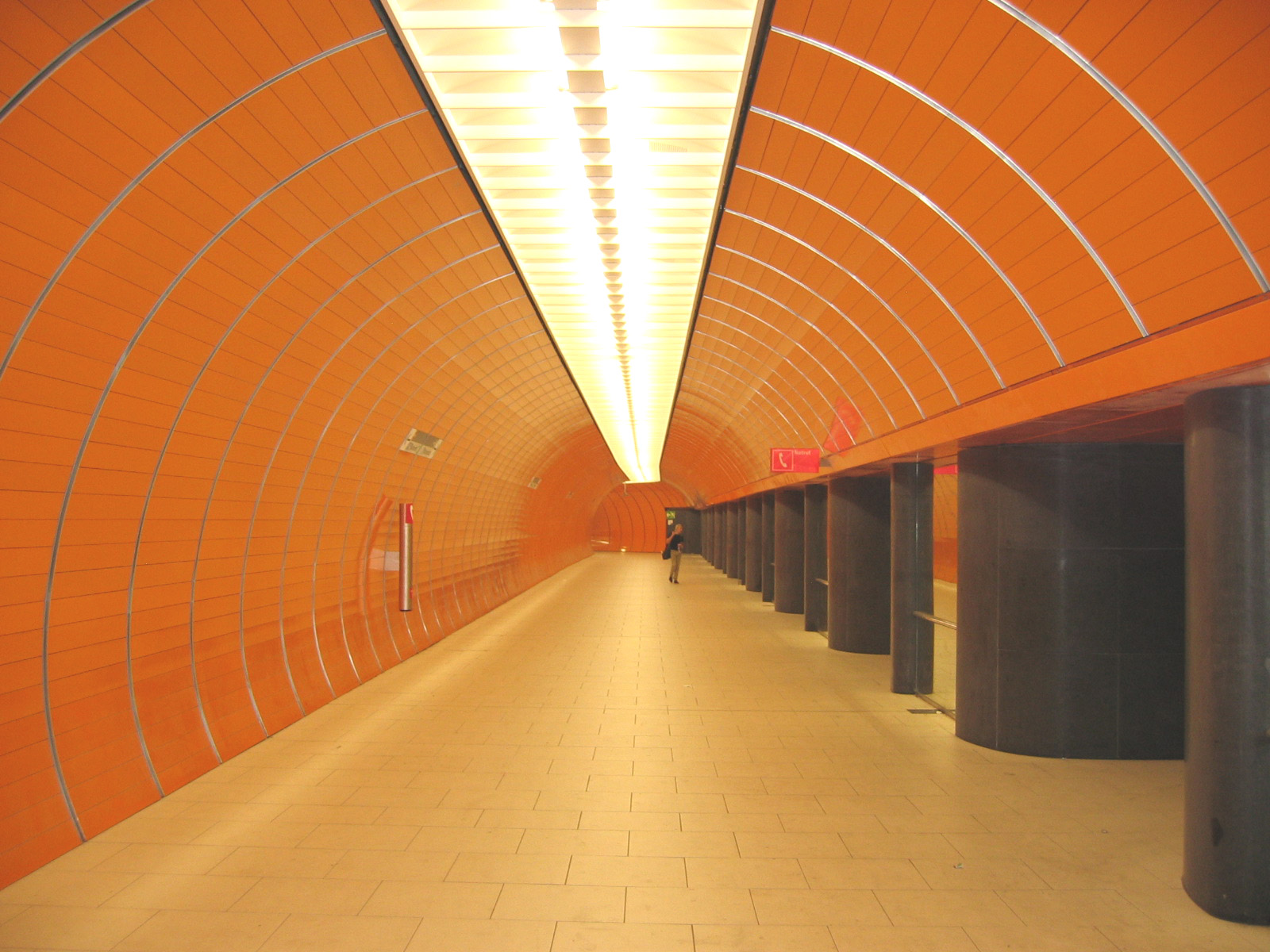
Station de métro Marienplatz à Munich

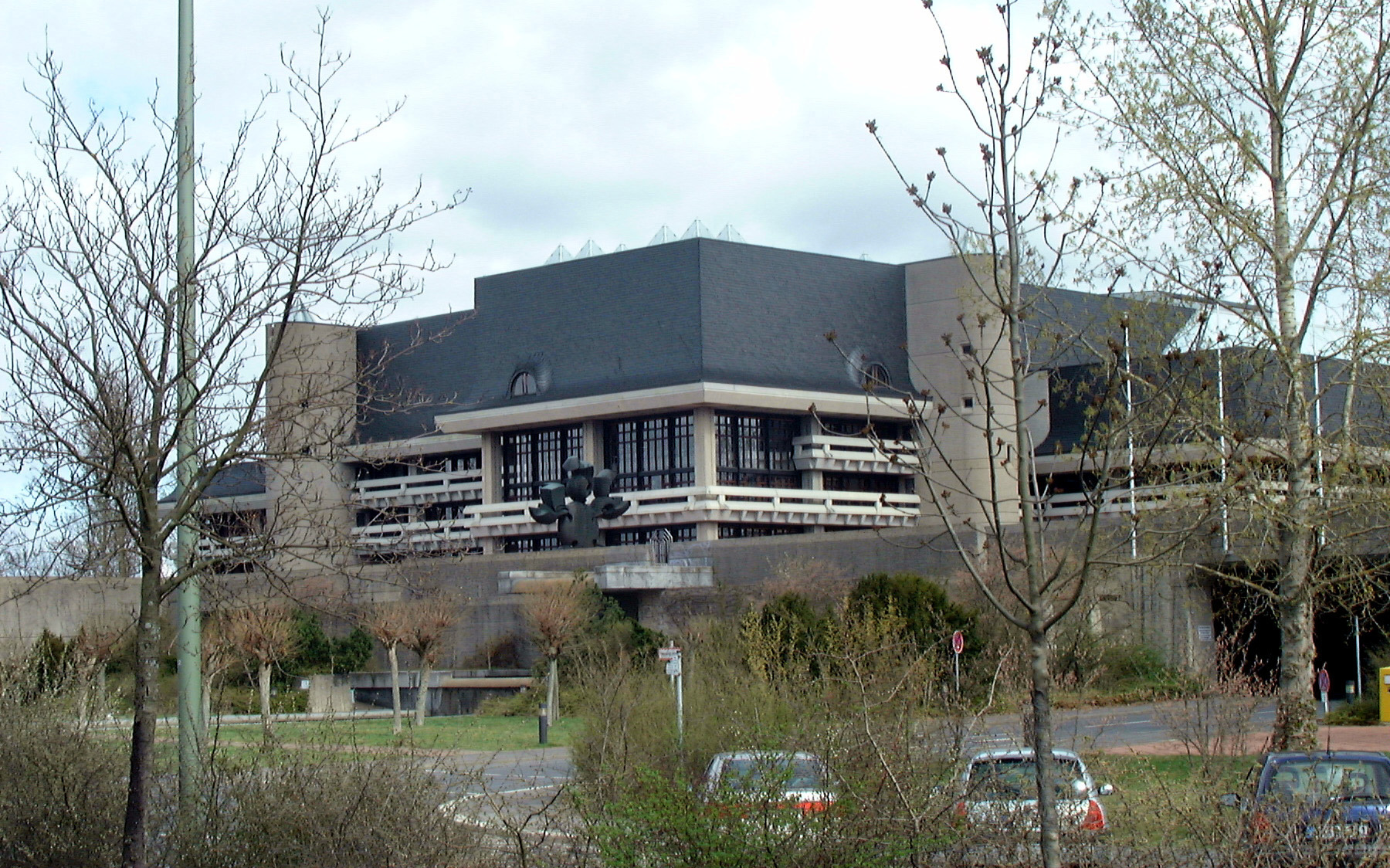
Bibliothèque de l'université de Wurtzbourg

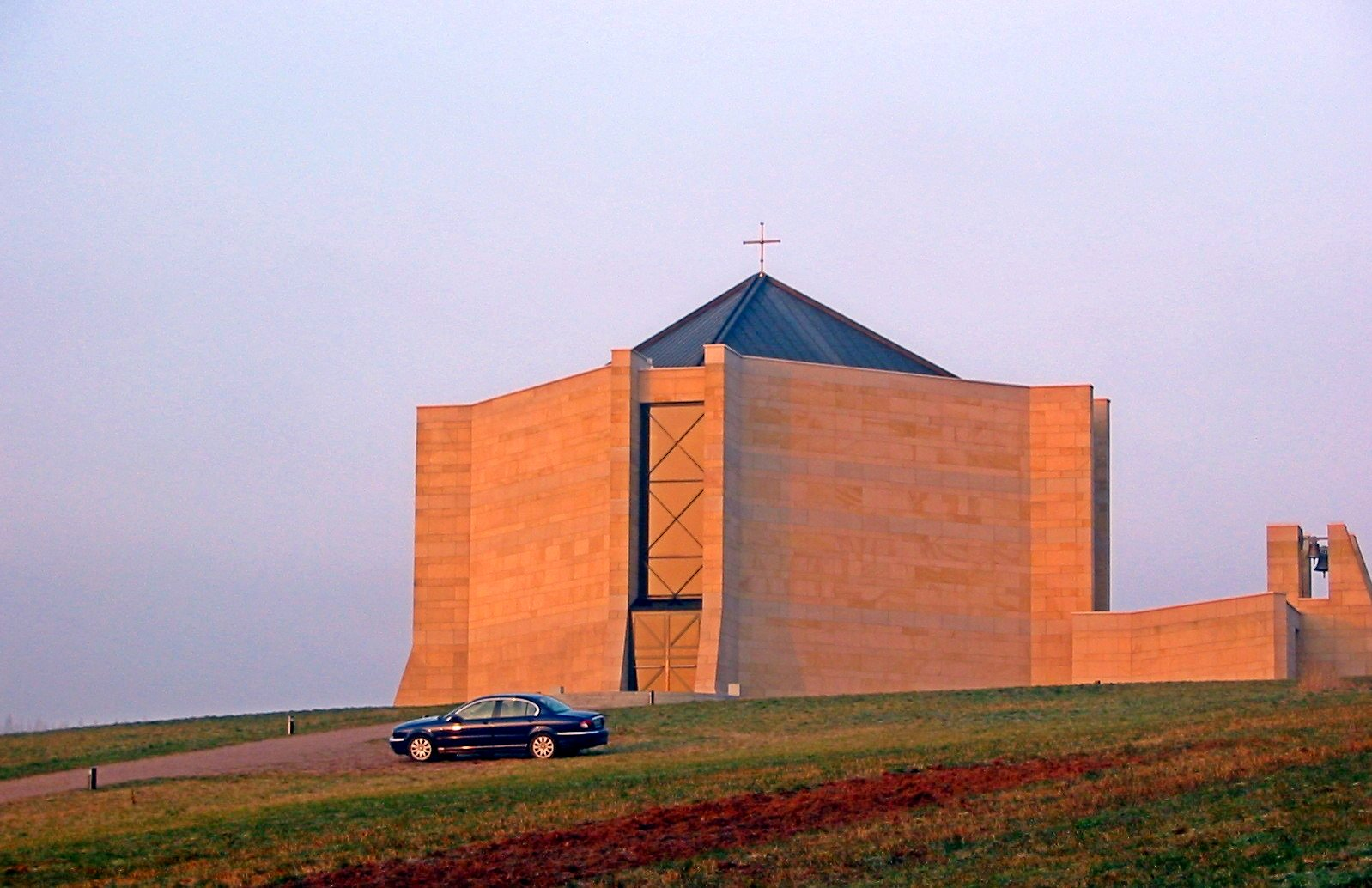
Statio Dominus Mundi, à Wustweiler (Sarre)

- 1953 : Pavillon de l'industrie métallurgique légère à l'exposition de Munich (en collaboration avec E. von der Lippe)
- 1954-1956 : Église abbatiale de l'Ordre des Servites de Marie à Munich
- 1953-1955 : Église du Sacré-cœur pour les Sœurs du Très Saint Sauveur à Munich (en collaboration avec Herbert Groethuysen)
- 1958-1959 : Église de l'Immaculée-Conception de Greifenberg
- 1960 : Maison de Edgar Haniel von Haimhausen à Haimhausen
- 1957-1961 : Église de la Transfiguration sur la montagne de Rohrbach (Bavière)
- 1960-1962 : Église de la Sainte Croix à Weissenburg in Bayern
- 1961-1964 : Église de la Sainte-Trinité avec thermes, école maternelle, et monastère pour les sœurs dans le quartier de Langwasser (en) à Nuremberg
- 1962-1965 : Église Saint-Matthias de Munich
- 1963-1966 : Ambassade de la République fédérale d'Allemagne à Madrid
- 1966-1967 : Église de la Sainte-Croix dans le quartier de Beuel à Bonn
- 1967 : Église Saint-Martin de Jettingen-Scheppach.
- 1963-1968 : Église de l'Adoration dans le quartier de Schönstatt à Coblence
- 1967-1969 : Nouvelle chapelle de la Vierge sur le côté sud du château de Hirschberg près de Munich
- 1965-1971, 2006 : Gare et station du métro Marienplatz de Munich
- 1969-1972 : Centre de presse olympique à Munich
- 1970 : Direction régionale de la Poste de Fribourg-en-Brisgau
- 1970-1972 : Centre paroissial Saint-Thomas More à Neusäß
- 1969-1974 : Bibliothèque centrale de l'Université de Ratisbonne
- 1972-1974 : Le tremplin de Passau
- 1974-1978 : C.H. Beck-Verlag à Munich
- 1975 : Stadtbahn de Bonn
- 1977 : Église Sainte-Walburge de Heidenheim (Bavière)
- 1978 : Le restaurant universitaire de l'Université de Wurtzbourg
- 1977-1979 : Église Saint-Jean-l'Évangéliste de Regenstauf
- 1981 : Neue Pinakothek de Munich
- 1981 : Ambassade d'Allemagne près le Saint-Siège à Rome
- 1981 : Bibliothèque centrale de l'université de Wurtzbourg
- 1979-1982 : Bâtiment du cimetière forestier de Leutkirch im Allgäu
- 1984 : Station de métro Theresienwiese à Munich
- 1985 : Centre Joseph Kentenich à Schönstatt (Vallendar)
- 1985-1988 : Centre thermale Jordanbad à Bad Waldsee
- 1987 : Séminaire d'Augsbourg
- 1984 : Station de métro Prinzregentenplatz à Munich.
- 1986 : Église évangélique Saint-Michel de Schwanberg, près de Kitzingen
- 1988-1991 : Refondation et réhabilitation du Théâtre de la Résidence (Munich)
- 1991 : Église Saint-Pierre de Kirchheim bei München
- 1999 : Spielbanken Bayern, Bad Füssing
- 1996-2000 : Tribunal international du droit de la mer à Hambourg (avec Emanuela von Branca)
- 2000 : Église évangélique de Gethsémani, quartier Heuchelhof, Würzburg
- 2002 : Chapelle Statio Dominus Mundi, à Wustweiler

- Rénovation de la crypte de la Cathédrale Saint-Pierre et Saint-Georges de Bamberg
- Extension de la chapelle Saint-Jean-l'Évangéliste, du château Hirschberg (Bavière)
- Grand magasin Hertie (en) à Würzburg

## Récompenses et décorations

### Récompenses
Alexander von Branca a reçu de nombreuses récompenses allemandes pour ses œuvres d'architecture.

### Décorations
- Ordre équestre du Saint-Sépulcre de Jérusalem
- Ordre souverain militaire et hospitalier de Saint-Jean de Jérusalem, de Rhodes et de Malte
- Ordre bavarois du Mérite
- Commandeur de l'ordre du Mérite de la République fédérale d'Allemagne
- Commandeur de l'ordre de Saint-Sylvestre